# Orșova

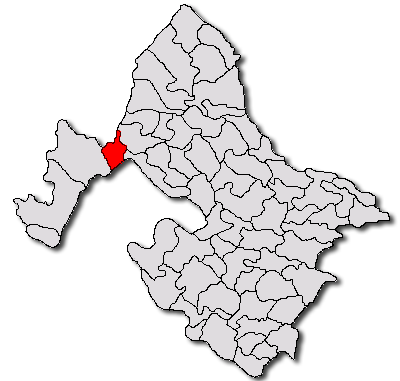
Lage von Orșova im Kreis Mehedinți

Orșova (deutsch Orschowa oder Orsowa, ungarisch Orsova, kroatisch und serbisch-kyrillisch Rušava, tschechisch Oršava) ist eine Stadt im rumänischen Kreis Mehedinți.

## Lage
Orșova liegt am Drum național 57 im Durchbruchstal der Kataraktenstrecke, oberhalb des Eisernen Tores, am linken Ufer der Donau. Unterhalb Orșovas mündet der Fluss Cerna in die Donau.

## Nachbarorte
| Eftimie Murgu | Tolpeț                                      | Godeanu               |
| Gârnic        | Kompassrose, die auf Nachbargemeinden zeigt | Malovăț               |
| Eșelnița      | Donau                                       | Drobeta-Turnu Severin |

## Beschreibung
Bereits aus der Jungsteinzeit und der Bronzezeit sind Spuren menschlicher Besiedlung aus dem Stadtgebiet von Orșova bekannt. In antiker Zeit besetzten dann die Römer das Gebiet und errichteten dort das Kastell Orșova, dessen Zivilsiedlung sich später zum Municipium Dierna entwickelte. Das Kastell wurde noch bis in die byzantinische Zeit genutzt.
1873 wurde die Stadt dem Komitat Severin eingegliedert. 1923 wurde Orșova zur Stadt ernannt und 1968 infolge der administrativen Neuaufteilung Rumäniens dem Kreis Mehedinți zugeteilt.
Die Stadt ist in drei Teile gegliedert: Süd- und Nordorșova und Gebaure (der Mittelteil). Orșova besitzt eine Schiffswerft und eine Schiffsstation. Anlässlich der Errichtung des Donaukraftwerkes SIP wurden große Teile von Orșova neu errichtet, da die ursprüngliche Stadt, von den Einheimischen „Alt Orșova“ (Vechea Orșova oder Orșova Veche) genannt, überflutet wurde. Bevor die gefährliche Kataraktenstrecke im Zuge des Kraftwerkbaus durch die Anhebung des Wasserspiegels entschärft wurde, war die Stadt eine wichtige Station für die Schifffahrt. In der Donau bei Orșova lag die Insel Ada Kaleh. Die Insel wurde mit dem Bau des Donaukraftwerks ebenfalls überflutet.
Orșova ist Ausgangspunkt für Schifffahrten zum Eisernen Tor (zwei bis fünf Stunden).

## Einwohner
In Orșova gehören traditionell große Teile der Bevölkerung ethnischen Minderheiten an, darunter Deutsche (Banater Berglanddeutsche), Magyaren, Juden, Serben und Banater Tschechen. Im Jahr 1910 etwa waren nur 23,5 % der Einwohner Angehörige der rumänischen Volksgruppe.
2002 wurden in Orșova 21.965 Menschen registriert. Davon waren 12.237 Rumänen, 241 Banater Tschechen, 152 Banater Berglanddeutsche, 109 Serben, 100 Roma, 93 Magyaren und andere ethnische Volksgruppen. 2011 wurde nur noch die Hälfte der Bevölkerung von 2002 registriert. Davon waren 9074 Rumänen, 133 Banater Tschechen, 114 Roma, 92 Banater Berglanddeutsche, 74 Serben, 53 Magyaren und restliche bekannten sich zu anderen Ethnien.

## Sehenswürdigkeiten
- Für die katholische Kirche der „Unbefleckten Empfängnis Mariens“ (Neprihănita Zămislire), am 26. November 1976 geweiht, erteilte der rumänische Staat eine Ausnahmegenehmigung, da im kommunistischen Rumänien zu dieser Zeit der Bau von Kirchen untersagt war.[7] Der Sakralbau wurde vom Trustul de Construcții Montaj Timișoara nach den Bauplänen von Hans Fackelmann errichtet.[8] In den 14 Darstellungen des Kreuzwegs in der Kirche, sind in der ersten Station Lenin, in der 12. Station Nadia Comăneci und in der letzten John Lennon dargestellt.[9] Die Kirche steht unter Denkmalschutz.[10]
- Das Mănăstirea Sfânta Ana rumänisch-orthodoxe Nonnenkloster liegt auf dem Berg Mosul unweit der Stadt Orșova,

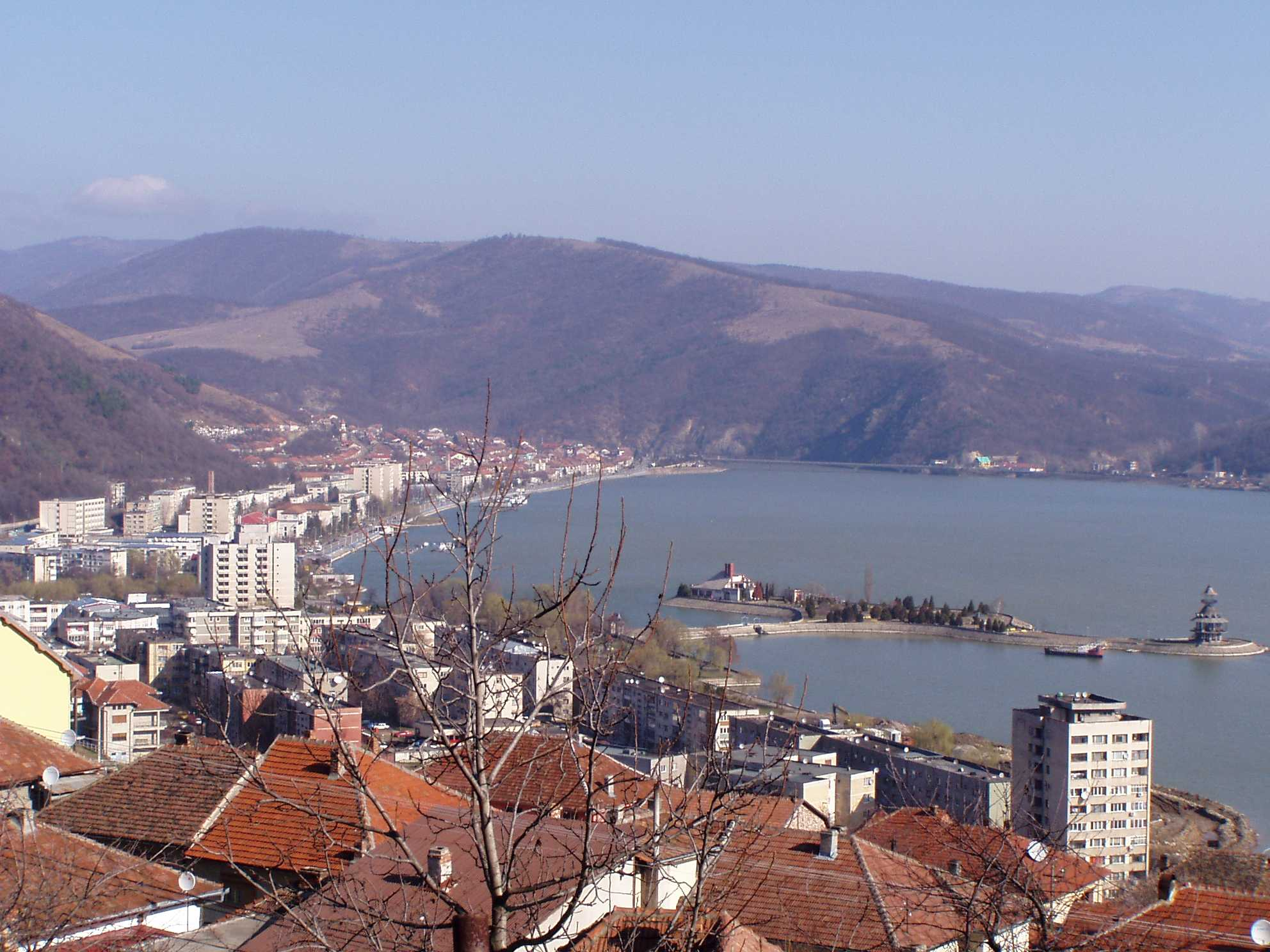
Blick auf Orșova
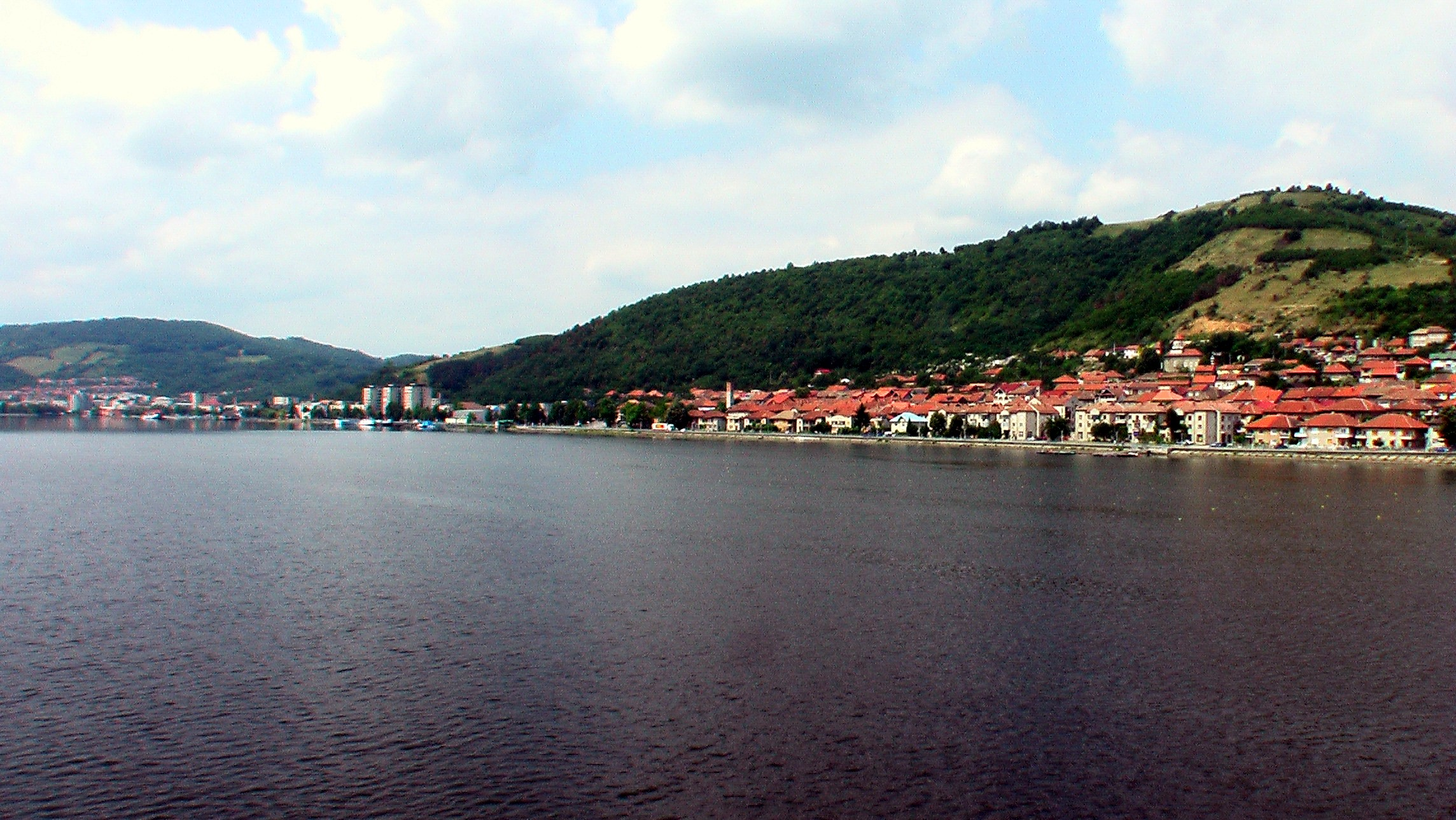
Mündung des Flusses Cerna in die Donau bei Orșova
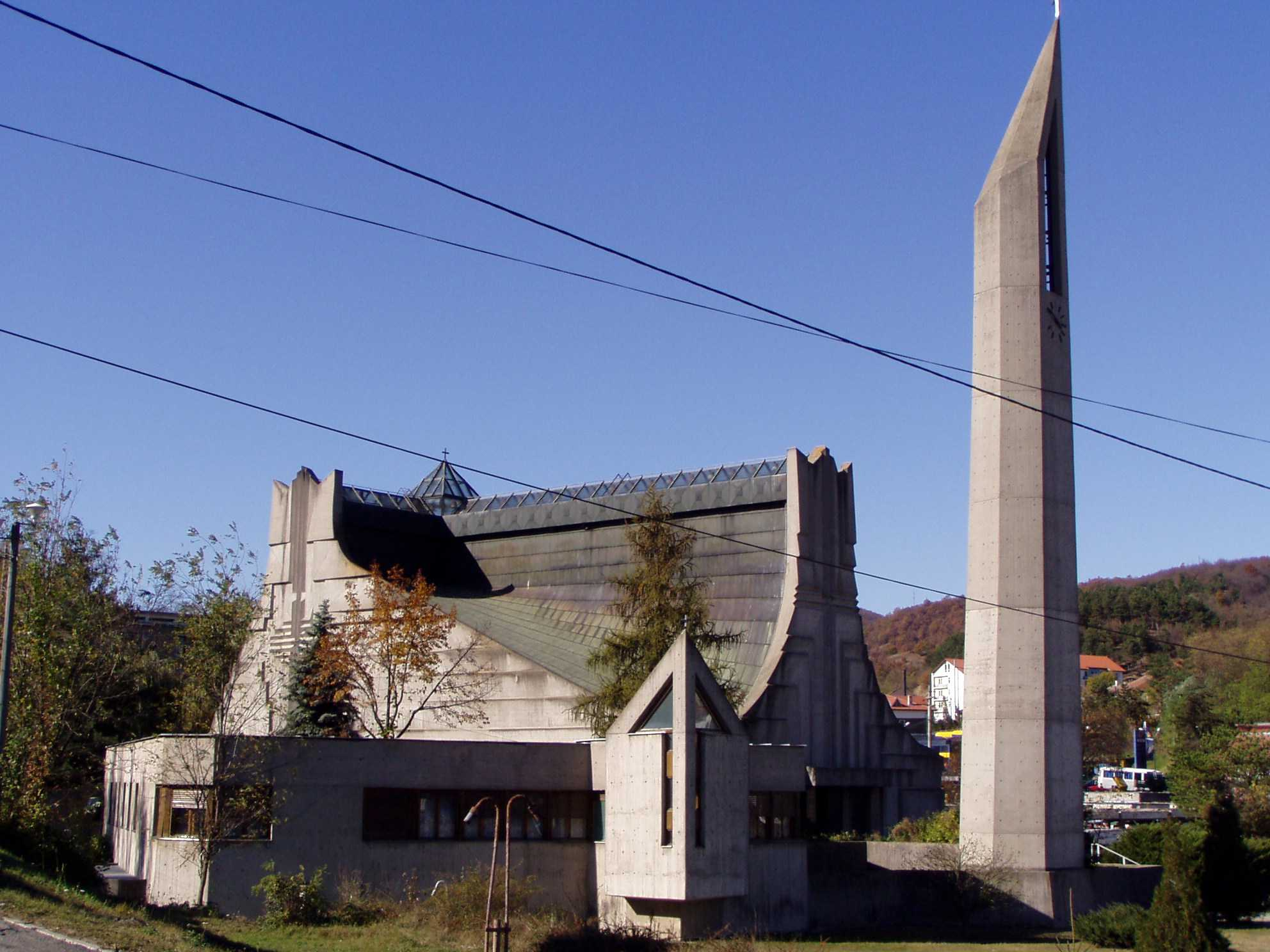
Katholische Kirche
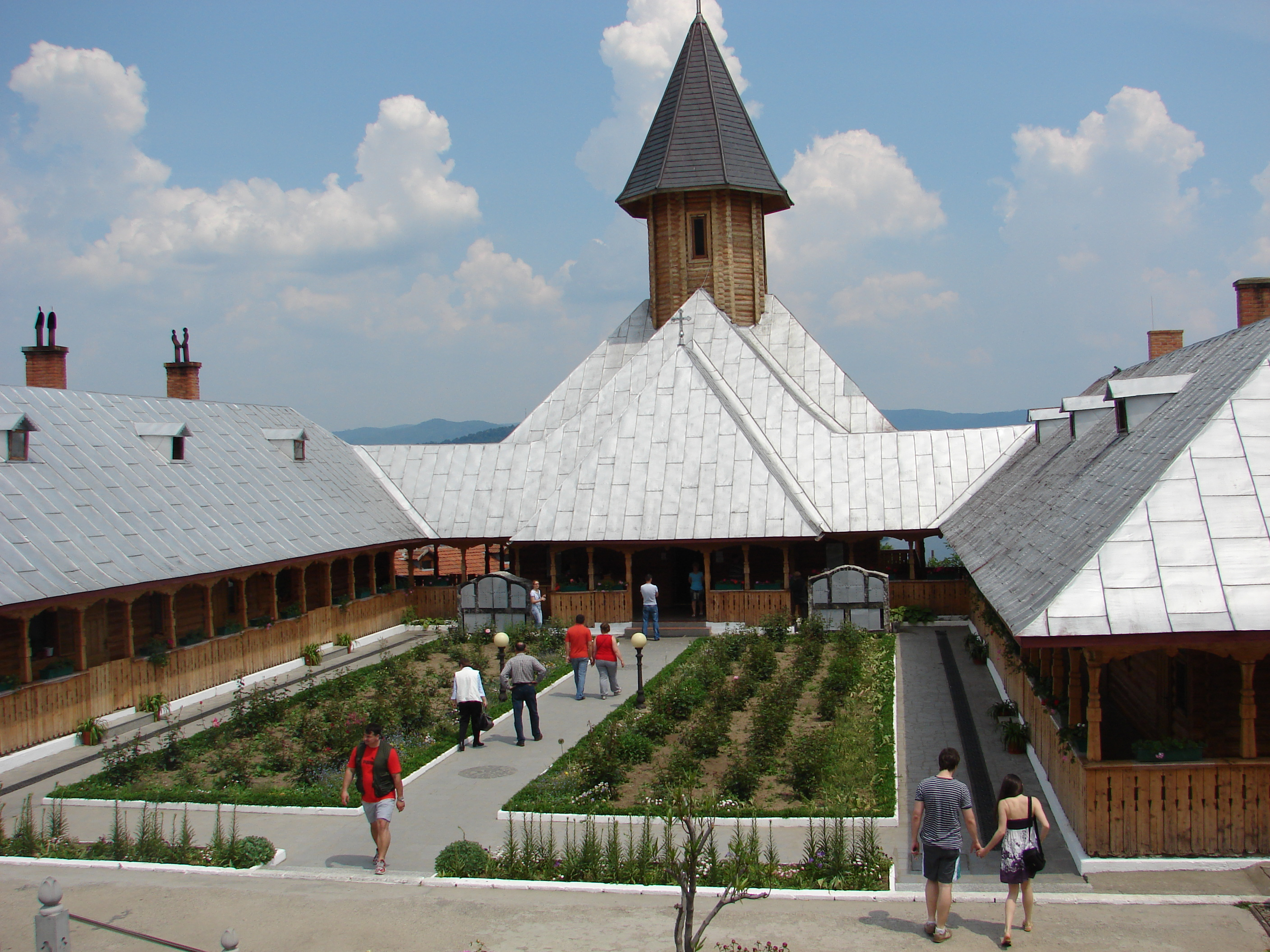
Sankt-Anna-Kloster

## Persönlichkeiten
- Viktor Schramm (1865–1929), Maler, bekannt durch Genrebilder feiner Damen[11]
- Ignat Bednarik (1882–1963), war Maler, bekannt wegen seiner Aquarellzeichnungen[12]
- Eugen von Bonomi (1908–1979), deutscher Gymnasiallehrer und Volkskundler der Donauschwaben
- Hildegard Klepper-Paar (* 1932), Grafikerin
- Alexander Fölker (* 1956), Handballspieler
- Adrian Munteanu (* 1997), Ruderer